# Codename: Panzers - Phase Two
A Codename: Panzers – Phase Two egy valós idejű stratégiai játék, amelyet a  magyar Stormregion fejlesztett és a cdv Software Entertainment adott ki 2005 júliusában. A fejlesztők stand-alone-addonként vagyis önmagában is játszható kiegészítőként hivatkoznak rá. A játék az előző részhez hasonlóan a második világháború időszakában játszódik, főként az afrikai hadszíntérre fókuszálva, így például a tobruki vagy az el-Alameini harcokban is részt vehet a játékos.

## A játék
A játék kezdetén két hadjárat választható: a játékos a tengelyhatalmak vagy a szövetségesek csapatati vezetheti hadba. Újdonság, hogy a tengelyhatalmak oldalán feltűntek az olaszok, külön egységekkel és küldetésekkel. A harmadik hadjárat a jugoszláv partizánok küldetéseit tartalmazza. A játék a Codename: Panzers – Phase One grafikus motorjának, a GEPARD 3D-nek egy módosított változatát használja.
Új színt visznek a játékba az éjszakai küldetések. Ilyenkor a játékos lekapcsolhatja a harckocsik lámpáit, hogy az ellenség ne vegye észre, megkönnyítve a lopakodást. Újdonság továbbá a pályaszerkesztő (editor) is, amivel a játékos saját küldetéseket készíthet.

## Szereplők
- Dario de angelis  Olasz kapitány
- Hans von Gröbel   Német kapitány
- James Barnes      Brit kapitány
- Jeffrey S. Wilson  Amerikai kapitány
- Serigo de angelis Az olasz kapitány öccse
- Wolf  Jugoszláv partizán
- Tito  Jugoszláv partizán

### Szinkronhangok
Az első részhez hasonlóan a játékhoz szinkron is készült, többek között Reviczky Gábor, Stohl András, Németh Kristóf, Ganxsta Zolee részvételével.